# RTL-TVI 20 ans
 (octobre 2017).
Si vous disposez d'ouvrages ou d'articles de référence ou si vous connaissez des sites web de qualité traitant du thème abordé ici, merci de compléter l'article en donnant les références utiles à sa vérifiabilité et en les liant à la section « Notes et références ».
Pour les articles homonymes, voir TVI.
RTL-TVI 20 ans est une chaîne de télévision numérique événementielle et éphémère lancée par RTL TVi dans le cadre de son vingtième anniversaire, sa diffusion ayant duré une année et deux mois, entre septembre 2007 et janvier 2008.

## Histoire de la chaîne
RTL-TVI 20 ans est lancée le 20 septembre 2007 à 19h30. Elle se présenté comme la première chaîne de télévision numérique en Belgique. Prévue pour une durée de quatre mois, elle met fin à sa retransmission, le 20 janvier 2008 à 00 h.

## Programmes
RTL TVi 20 ans rediffuse des émissions de RTL-TVI des années 1980, 1990 et 2000 notamment, ainsi que quelques émissions inédites, telles que des bêtisiers. Quotidiennement, à 20h10 la chaîne propose un talk-show de 26 minutes intitulé On n'a pas tous les jours 20 ans et présenté par Alain Simons et Agathe Lecaron. Elle programme également le rendez-vous 20 ans d'actualité, magazine d'information présenté par Gregory Goethals.
La chaîne programme des films avec Ciné Première, diffusant en avant-première une sélection de grands succès du cinéma français.
Pour les fictions, elle replonge le téléspectateur dans les années 1980, avec la diffusion quotidienne de la série culte Deux flics à Miami.

## Diffusion
La chaîne est accessible par câble, sur les décodeurs numériques des télé-distributeurs wallons et bruxellois.